# Federal Capital Advisory Committee
Das Federal Capital Advisory Committee (FCAC; Bundeshauptstadt-Beratungskommission) war eine Planungsbehörde der australischen Regierung. Sie bestand von 1921 bis 1924 und beaufsichtigte die Planung und den Bau der neuen Hauptstadt Canberra, nachdem der zuvor allein verantwortliche Planungsdirektor Walter Burley Griffin gekündigt hatte.

## Geschichte
Das vom Architekten John Sulman geführte Komitee beriet den Innenminister und führte eine Überarbeitung des von Griffin entworfenen Bebauungsplanes durch. Es schlug vor, dass die Entwicklung der Hauptstadt in drei Phasen erfolgen sollte:
- In der ersten, drei Jahre dauernden, Phase sollten aus der temporären Hauptstadt Melbourne das Parlament hierher verlegt und die wichtigsten Mitarbeiter der Ministerien versetzt werden.
- Die ebenfalls drei Jahre dauernde zweite Phase sollte den Bau von Eisenbahnlinien und öffentlichen Gebäuden umfassen.
- In der dritten Phase schließlich sollte die Hauptstadt ihre permanente Form annehmen.[1]

Allerdings war das Komitee kaum in der Lage, diese Ziele fristgerecht umzusetzen. Beispielsweise zog das Parlament erst 1927 nach Canberra um und eine Eisenbahnlinie in Richtung Melbourne existiert bis heute nicht. 1924 wurde das FCAC aufgrund der schleppenden Entwicklung aufgelöst und im Jahr darauf durch die Federal Capital Commission ersetzt.

## Nachfolgebehörden
Nachfolger der FCAC waren folgende Behörden:
- 1925–1930: Federal Capital Commission
- 1938–1957: National Capital Planning and Development Committee
- 1958–1989: National Capital Development Commission
- seit 1989: National Capital Authority